# 弓削皇子
弓削皇子（ゆげのみこ）は、天武天皇の第九皇子（第六皇子とも）。冠位は浄広弐。

## 経歴
生年は不詳だが、寺西貞弘らによって天武天皇2年（673年）誕生と推測されている。この推定は大宝律令の蔭位の制によって算出されたもので、それほど外れてはいないと思われる。
持統天皇7年（693年）同母兄の長皇子と同時に浄広弐に叙せられる。持統天皇10年（696年）太政大臣・高市皇子薨去後の皇嗣選定会議において発言しようとするも、葛野王に叱責されたことが知られる。同母兄である長皇子を推薦しようとしたのだと推測されている。文武天皇3年（699年）7月21日に母や兄に先立って薨去。前述の生年推定に従えば享年27。

## 人物
『万葉集』には8首の歌が収録されており、これは天武天皇の皇子のなかで最多。異母姉妹の紀皇女を思って作った歌、額田王との問答歌などがある。また、それとは別に柿本人麻呂歌集に弓削皇子に献上された歌が5首残されており、交流の跡が偲ばれる。他の歌人とも交流があり、歌を好んだ皇子であったようである。なお、神田秀夫によって『万葉集』の編者のひとりに擬せられているが、現在ではほとんど支持されていない。

### 弓削皇子に関する歌
『万葉集』巻第2 119～122番（弓削皇子が紀皇女を思う歌）
- 吉野川 行く瀬の早み しましくも 淀むことなく ありこせぬかも
- 我妹子に 恋ひつつあらずは 秋萩の 咲きて散りぬる 花にあらましを
- 夕さらば 潮満ち来なむ 住吉の 浅香の浦に 玉藻刈りてな
- 大船の 泊つる泊まりの たゆたひに 物思い痩せぬ 人の児故に

『万葉集』巻第3 390番（紀皇女の歌）
- 軽の池の 浦廻行き廻る 鴨すらに 玉藻の上に ひとり寝なくに

## 異説など
梅原猛著『黄泉の王』では、高松塚古墳の被葬者に比定されている。また、同書では『万葉集』を根拠に軽皇子（のち文武天皇）の皇太子妃であった紀皇女と密通し、それが原因で持統天皇によって処断されたとの仮説を述べている。
後世の俗書では弓削道鏡との血縁との伝説もあるが、証拠はない。

## 系譜
- 父：天武天皇
- 母：大江皇女（父：天智天皇）
- 同母兄：長皇子